# Ràpid i brut
Ràpid i brut (de l'anglès quick-and-dirty) és un terme utilitzat en referència a arreglar un problema de manera ràpida però imperfecta. Aquest ús és popular entre els furoners, que l'utilitzen per descriure una solució primitiva o una implementació imperfecta, poc elegant o, fins i tot, inadequada, però que resol o emmascara el problema, i generalment és més ràpida i senzilla d'utilitzar que buscar una solució apropiada.
Les solucions ràpides i brutes sovint se centren en un cas concret d'un problema en lloc d'arreglar la causa del problema general. Per això, s'utilitzen algunes vegades per mantenir una part del programari o maquinari funcionant temporalment fins que es pugui trobar una solució adequada. La frase també s'utilitza per descriure documents o programes d'aprenentatge que només donen una visió general d'una cosa, sense entrar en gaires detalls sobre per què o com funciona.
El primer sistema operatiu de Microsoft, MS-DOS, fou anomenat originalment Quick and Dirty Operating System (QDOS), abans de la seva compra a Seattle Computer Products.